# NGC 1059
NGC 1059 é uma estrela dupla na direção da constelação de Aries. O objeto foi descoberto pelo astrônomo John Herschel em 1832, usando um telescópio refletor com abertura de 18,6 polegadas. 